# Kim Willoughby
Pour les articles homonymes, voir Willoughby.
Kim Marie Willoughby est une joueuse de volley-ball américaine née le 7 novembre 1980 à Houma (Louisiane). La cousine de Danielle Scott-Arruda remporte aux Jeux olympiques d'été de 2008 à Pékin la médaille d'argent avec l'équipe des États-Unis de volley-ball féminin.